# Salonta
Salonta (del húngaro: Nagyszalonta) es una ciudad de Rumania en el distrito de Bihor.

## Geografía
Se encuentra a una altitud de 98 m s. n. m. a 599 km de la capital, Bucarest.

## Demografía
Según estimación 2012 contaba con una población de 18 886 habitantes. La mayoría es de origen húngaro.
| 1948   | 1956   | 1966   | 1977   | 1992   | 2002   | 2012   |
| 14 447 | 16 276 | 17 754 | 19 746 | 20 660 | 18 074 | 18 886 |

## Personajes ilustres
En 1817 en Salonta (entonces Nagyszalonta, Hungría) nació Juan Arany (Arany János), el famoso poeta húngaro.